# محوطه می‌اسکن
محوطه می‌اسکن مربوط به هزاره سوم قبل از میلاد است و در شهرستان سرباز، بخش پیشین، دهستان پیشین، ۲۰۰ متری جنوب روستای دن چار واقع شده و این اثر در تاریخ ۲۷ اسفند ۱۳۸۷ با شمارهٔ ثبت ۲۶۴۷۷ به‌عنوان یکی از آثار ملی ایران به ثبت رسیده است.